# Cantone di Saint-Vit
Il cantone di Saint-Vit è una divisione amministrativa francese dell'arrondissement di Besançon, situato nel dipartimento del Doubs nella regione della Borgogna-Franca Contea.
È stato costituito a seguito della riforma approvata con decreto del 25 febbraio 2014, che ha avuto attuazione dopo le elezioni dipartimentali del 2015.

## Composizione
Comprende i 63 comuni di:
- Abbans-Dessous
- Abbans-Dessus
- Arc-et-Senans
- Bartherans
- Berthelange
- Brères
- Buffard
- Burgille
- By
- Byans-sur-Doubs
- Cessey
- Charnay
- Châtillon-sur-Lison
- Chay
- Chenecey-Buillon
- Chevigney-sur-l'Ognon
- Chouzelot
- Corcelles-Ferrières
- Corcondray
- Courcelles
- Courchapon
- Cussey-sur-Lison
- Échay
- Émagny
- Épeugney
- Étrabonne
- Ferrières-les-Bois
- Fourg
- Franey
- Goux-sous-Landet
- Jallerange
- Lantenne-Vertière
- Lavans-Quingey
- Lavernay
- Liesle
- Lombard
- Mercey-le-Grand
- Mesmay
- Moncley
- Montfort
- Montrond-le-Château
- Le Moutherot
- Myon
- Palantine
- Paroy
- Pessans
- Placey
- Pointvillers
- Pouilley-Français
- Quingey
- Recologne
- Rennes-sur-Loue
- Ronchaux
- Roset-Fluans
- Rouhe
- Ruffey-le-Château
- Rurey
- Saint-Vit
- Samson
- Sauvagney
- Velesmes-Essarts
- Villars-Saint-Georges
- Villers-Buzon